# The Enya Collection
The Enya Collection es una selecta colección de los primeros tres álbumes de la cantante irlandesa Enya. Esta colección se publicó el 30 de noviembre de 1996 exclusivamente en Japón y algunos países europeos. Es la primera colección de Enya, pero la única en no incluir temas variados de diferentes álbumes. La recopilación consta de los tres primeros álbumes oficiales de Enya; Watermark, Shepherd Moons y The Celts. El primer disco contiene el álbum The Celts en su totalidad sin incluir alguna edición o versión especial de algún tema. Watermark es el segundo volumen en la colección el cual se constituye de los 11 originales temas presentes en el álbum, aunque en la segunda publicación de la colección se le incorpora la pista Storms in Africa (Part 2). Finalmente, en el tercer volumen de la colección, Shepherd Moons; esta edición difiere de la original por incluir versiones diferentes de los temas, se agrega una nueva versión del tema Ebudæ con una duración de 1:51, y se incluye la versión de Book Of Days en idioma gaélico. El 16 de octubre de 2001 la colección se volvió a publicar a nivel mundial pero con un stock limitado.
En su nueva edición lanzada en 2001, se convirtió en la primera colección oficial de Enya junto con A Box Of Dreams y Only Time - The Collection.

## Lista de temas

### The Enya Collection (Vol 1)
- (The Celts)

| N.º | Tema                                     | Duración |
| --- | ---------------------------------------- | -------- |
| 1.  | "The Celts"                              | 2:58     |
| 2.  | "Aldebaran"                              | 3:05     |
| 3.  | "I Want Tomorrow"                        | 4:02     |
| 4.  | "March Of The Celts"                     | 3:17     |
| 5.  | "Deireadh An Tuath"                      | 1:44     |
| 6.  | "The Sun In The Stream"                  | 2:55     |
| 7.  | "To Go Beyond (Part 1)"                  |          |
| 8.  | "Fairytale"                              | 3:03     |
| 9.  | "Epona"                                  | 1:37     |
| 10. | "Triad: St. Patrick, Cú Chulainn, Oisin" | 4:25     |
| 11. | "Portrait (Out Of The Blue)"             | 3:12     |
| 12. | "Boadicea"                               | 3:32     |
| 13. | "Bard Dance"                             | 1:23     |
| 14. | "Dan Y Dŵr"                              | 1:41     |
| 15. | "To Go Beyond (Part 2)"                  | 3:00     |

### The Enya Collection (Vol 2)
- (Watermark)

| N.º | Tema                        | Duración |
| --- | --------------------------- | -------- |
| 1.  | "Watermark"                 | 2:25     |
| 2.  | "Cursum Perficio"           | 4:09     |
| 3.  | "On Your Shore"             | 4:00     |
| 4.  | "Storms In Africa"          | 4:02     |
| 5.  | "Exile"                     | 4:20     |
| 6.  | "Miss Clare Remembers"      | 1:59     |
| 7.  | "Orinoco Flow"              | 4:25     |
| 8.  | "Evening Falls..."          |          |
| 9.  | "River"                     | 3:12     |
| 10. | "The Longships"             | 3:39     |
| 11. | "Na Laetha Geal M'Óige"     | 3:56     |
| 12. | "Storms in Africa (Part 2)" | 3:01     |

### The Enya Collection (Vol 3)
- (Shepherd Moons)

| N.º | Tema                           | Duración |
| --- | ------------------------------ | -------- |
| 1.  | "Shepherd Moons"               | 3:40     |
| 2.  | "Caribbean Blue"               | 3:58     |
| 3.  | "How Can I Keep From Singing?" | 4:25     |
| 4.  | "Ebudæ"                        | 1:51     |
| 5.  | "Angeles"                      | 3:57     |
| 6.  | "No Holly For Miss Quinn"      | 2:43     |
| 7.  | "Book of Days (Gaelic)"        | 2:33     |
| 8.  | "Evacuee"                      | 3:50     |
| 9.  | "Lothlórien"                   | 2:07     |
| 10. | "Marble Halls"                 | 3:52     |
| 11. | "Afer Ventus"                  | 4:06     |
| 12. | "Smaointe..."                  | 6:08     |